# ELQ Hypotheken
ELQ Hypotheken is oorspronkelijk de Nederlandse tak van de Amerikaanse bank Lehman Brothers. ELQ Hypotheken is actief sinds 2004 en is de eerste Nederlandse gespecialiseerde geldverstrekker die zich richt op mensen met bijzondere kredietsituaties (subprime) of een variabel inkomen, zoals personen met één of meer coderingen bij het Bureau Krediet Registratie of met een variabel inkomen.
Voor de eerste categorie, de bijzondere kredietsituaties, heeft ELQ Hypotheken verschillende categorieën ontwikkeld. Aanvragers worden zo ingedeeld in een van de acht categorieën, verdeeld van "super light" tot "unlimited", met een daarbij behorende renteopslag en maximale hypotheekverstrekking. De renteopslag wordt hoger, en de maximale verstrekking lager, naarmate het risico voor ELQ Hypotheken hoger wordt. De rente bij ELQ is circa 2 tot 3% hoger dan bij een reguliere bank.
In oktober 2007 heeft ELQ Hypotheken, als rechtstreeks gevolg van de Amerikaanse hypotheekcrisis, de verstrekkingsnormen bijgesteld. Zo is de woonquote bijgesteld van 47,5% naar 45% en de maximale verstrekking van 6,5 naar 5,5 maal het inkomen. De maximale verstrekking, op basis van de executiewaarde, is voor de meeste categorieën met 5 tot 10% verlaagd.
In februari 2008 volgde opnieuw een versobering van de maximale verstrekkingen. Onder druk van het moederbedrijf is de maximale verstrekking teruggebracht tot 110% van de executiewaarde. Later volgde opnieuw een versobering tot maximaal 95% van de executiewaarde. Na het faillissement van Lehman Brothers verstrekt ELQ Hypotheken voorlopig geen hypotheken meer. Het management van ELQ heeft het bedrijf overgenomen om zich volledig toe te leggen op het beheer van de bestaande hypotheekportefeuille.
ELQ Hypotheken is gevestigd in Amsterdam-Zuidoost en heeft circa 50 medewerkers.